# Grzegorz Kotowicz
Grzegorz Leon Kotowicz (Czechowice-Dziedzice, 6 de agosto de 1973) es un deportista polaco que compitió en piragüismo en la modalidad de aguas tranquilas.
Participó en tres Juegos Olímpicos: Barcelona 1992, Atlanta 1996 y Sídney 2000, obteniendo dos medallas de bronce, una en Barcelona 1992 en la prueba de K2 1000 m, y la otra en Sídney 2000 en K4 1000 m. Ganó siete medallas en el Campeonato Mundial de Piragüismo entre los años 1994 y 1999, y seis medallas en el Campeonato Europeo de Piragüismo entre los años 1997 y 1999.

## Palmarés internacional
| Juegos Olímpicos   | Juegos Olímpicos          | Juegos Olímpicos  | Juegos Olímpicos |
| Año                | Lugar                     | Medalla           | Competición      |
| ------------------ | ------------------------- | ----------------- | ---------------- |
| 1992               | Barcelona (España)        | Medalla de bronce | K2 1000 m        |
| 2000               | Sídney (Australia)        | Medalla de bronce | K4 1000 m        |
| Campeonato Mundial |                           |                   |                  |
| Año                | Lugar                     | Medalla           | Competición      |
| 1994               | Ciudad de México (México) | Medalla de plata  | K4 1000 m        |
| 1995               | Duisburgo (Alemania)      | Medalla de bronce | K2 1000 m        |
| 1995               | Duisburgo (Alemania)      | Medalla de bronce | K4 500 m         |
| 1997               | Dartmouth (Canadá)        | Medalla de plata  | K1 200 m         |
| 1997               | Dartmouth (Canadá)        | Medalla de plata  | K1 500 m         |
| 1997               | Dartmouth (Canadá)        | Medalla de bronce | K2 1000 m        |
| 1999               | Milán (Italia)            | Medalla de bronce | K1 500 m         |
| Campeonato Europeo |                           |                   |                  |
| Año                | Lugar                     | Medalla           | Competición      |
| 1997               | Plovdiv (Bulgaria)        | Medalla de plata  | K1 200 m         |
| 1997               | Plovdiv (Bulgaria)        | Medalla de plata  | K1 500 m         |
| 1997               | Plovdiv (Bulgaria)        | Medalla de plata  | K2 1000 m        |
| 1997               | Plovdiv (Bulgaria)        | Medalla de bronce | K4 200 m         |
| 1999               | Zagreb (Croacia)          | Medalla de oro    | K4 1000 m        |
| 1999               | Zagreb (Croacia)          | Medalla de plata  | K1 500 m         |